# Cas Cora
Cas Cora – osada (buurt) w dzielnicy Mahaai, miasta Willemstad, w dystrykcie Willemstad, w kraju autonomicznym Curaçao, należącym do Holandii, w Ameryce Południowej. 20 października 2023 r. liczyła 884 mieszkańców. Zarówno pod względem powierzchni jak i liczby mieszkańców jest największą osadą w dzielnicy.